# Première expédition de Drake
Guerre anglo-espagnole (1585-1604)
Batailles
- San Juan de Ulúa
- Saint-Domingue
- Carthagène des Indes (en)
- Saint-Augustine
- Puerto Caballos (1er) (en)
- San Mateo (en)
- Guadeloupe (en)
- San Juan (1re) (en)
- Pinos (en)
- San Juan (2e) (en)
- Portobello (en)
- Puerto Caballos (2e) (en)

Açores et îles Canaries :
- Bataille des Açores
- Île Terceira
- Flores
- Las Palmas (en)
- Ferrol - Açores (en)

Eaux européennes :
- Cadix (1er)
- Calais - Gravelines
- La Corogne - Lisbonne
- Détroit de Gibraltar (1er) (en)
- Détroit de Gibraltar (2e) (en)
- Berlengas (en)
- Golfe d'Almería (en)
- Golfe de Gascogne (en)
- Cornouailles
- Cadix (2e)
- Sesimbra (en)
- Dover Strait (en)
- Golfe de Cadix (en)

Allemagne et Pays-Bas :
- Mons
- Goes
- Haarlem
- Schoonhoven (en)
- Gembloux
- Rijmenam
- Noordhorn
- Eindhoven (en)
- Arnhem (en)
- Zutphen
- L'Écluse (en)
- Berg-op-Zoom
- Rheinberg (en)
- Breda
- Deventer
- Groenlo (1er)
- Lippe (en)
- Turnhout
- Bredevoort (en)
- Groenlo (2e)
- Nieuport
- Ostende

France :
- Arques
- Paris
- Rouen
- Craon
- Blaye
- Fort Crozon
- Le Catelet
- Doullens
- Calais (2e) (en)
- Amiens

Irlande :
- Carrigafoyle
- Smerwick (en)
- Côte ouest irlandaise
- Kinsale
- Castlehaven (en)

La première expédition de Drake est un épisode de la guerre anglo-espagnole (1585-1604). En avril 1587, alors que Philippe II d'Espagne prépare l'invasion de l'Angleterre avec son Invincible Armada, Francis Drake incendie 24 navires espagnols portant près de 10 000 tonnes d'objets et matériaux dans le port espagnol de Cadix,. 

## Histoire
Le projet d'invasion aurait été découvert par moyen d'une lettre signée Philippe II destinée au Pape et rendue aux autorités britanniques par un prêtre qui avait été engagé comme espion.  
Lorsque la nouvelle arrive aux mains de la reine Elizabeth, une flotte de 30 navires, dont 4 navires royaux, est accordée au général Francis Drake. Lui accompagnent les capitaines William Borough, Thomas Venner et Henry Bellingham. Des unités de la ville de Londres sont également intégrées à la flotte, qui part vers Cadix depuis le port de Plymouth.   
En anglais, cette attaque est connue sous le nom de « Singeing the King of Spain's beard » (littéralement « le flambage de la barbe du roi d'Espagne », qui lui a été donné par Drake lui-même,.